# Montigny-en-Gohelle
Montigny-en-Gohelle és un municipi francès situat al departament del Pas de Calais i a la regió dels Alts de França. L'any 2007 tenia 10.338 habitants.

## Demografia

### Població
El 2007 la població de fet de Montigny-en-Gohelle era de 10.338 persones. Hi havia 3.813 famílies de les quals 927 eren unipersonals (352 homes vivint sols i 575 dones vivint soles), 1.068 parelles sense fills, 1.375 parelles amb fills i 443 famílies monoparentals amb fills.
La població ha evolucionat segons el següent gràfic:
Habitants censats

### Habitatges
El 2007 hi havia 4.024 habitatges, 3.899 eren l'habitatge principal de la família i 124 estaven desocupats. 3.057 eren cases i 965 eren apartaments. Dels 3.899 habitatges principals, 1.653 estaven ocupats pels seus propietaris, 2.139 estaven llogats i ocupats pels llogaters i 108 estaven cedits a títol gratuït; 23 tenien una cambra, 391 en tenien dues, 778 en tenien tres, 1.152 en tenien quatre i 1.556 en tenien cinc o més. 2.360 habitatges disposaven pel capbaix d'una plaça de pàrquing. A 2.055 habitatges hi havia un automòbil i a 882 n'hi havia dos o més.

### Piràmide de població
La piràmide de població per edats i sexe el 2009 era:
| Homes | Edats   | Dones |
| ----- | ------- | ----- |
| 4     | 95 o +  | 4     |
| 4     | 90 a 94 | 20    |
| 16    | 85 a 89 | 52    |
| 48    | 80 a 84 | 84    |
| 100   | 75 a 79 | 208   |
| 128   | 70 a 74 | 168   |
| 152   | 65 a 69 | 200   |
| 184   | 60 a 64 | 196   |
| 220   | 55 a 59 | 220   |
| 364   | 50 a 54 | 392   |
| 340   | 45 a 49 | 388   |
| 348   | 40 a 44 | 368   |
| 296   | 35 a 39 | 320   |
| 368   | 30 a 34 | 364   |
| 456   | 25 a 29 | 428   |
| 329   | 20 a 24 | 472   |
| 452   | 15 a 19 | 456   |
| 356   | 10 a 14 | 448   |
| 436   | 5 a 9   | 396   |
| 452   | 0 a 4   | 316   |

## Economia
El 2007 la població en edat de treballar era de 6.777 persones, 4.043 eren actives i 2.734 eren inactives. De les 4.043 persones actives 3.182 estaven ocupades (1.881 homes i 1.301 dones) i 861 estaven aturades (453 homes i 408 dones). De les 2.734 persones inactives 624 estaven jubilades, 665 estaven estudiant i 1.445 estaven classificades com a «altres inactius».

### Ingressos
El 2009 a Montigny-en-Gohelle hi havia 3.788 unitats fiscals que integraven 9.886 persones, la mediana anual d'ingressos fiscals per persona era de 12.677 €.

### Activitats econòmiques
Dels 198 establiments que hi havia el 2007, 5 eren d'empreses alimentàries, 1 d'una empresa de fabricació de material elèctric, 6 d'empreses de fabricació d'altres productes industrials, 25 d'empreses de construcció, 50 d'empreses de comerç i reparació d'automòbils, 11 d'empreses de transport, 12 d'empreses d'hostatgeria i restauració, 1 d'una empresa d'informació i comunicació, 5 d'empreses financeres, 3 d'empreses immobiliàries, 16 d'empreses de serveis, 43 d'entitats de l'administració pública i 20 d'empreses classificades com a «altres activitats de serveis».
Dels 51 establiments de servei als particulars que hi havia el 2009, 1 era una oficina de correu, 1 una oficina bancària, 4 funeràries, 5 tallers de reparació d'automòbils i de material agrícola, 3 autoescoles, 2 paletes, 6 guixaires pintors, 4 fusteries, 5 lampisteries, 1 electricista, 2 empreses de construcció, 9 perruqueries, 6 restaurants i 2 salons de bellesa.
Dels 15 establiments comercials que hi havia el 2009, 4 eren supermercats, 4 botiges de menys de 120 m², 4 fleques, 2 carnisseries i 1 una sabateria.

## Equipaments sanitaris i escolars
El 2009 hi havia 1 centre de salut i 4 farmàcies.
El 2009 hi havia 4 escoles maternals i 5 escoles elementals. Montigny-en-Gohelle disposava d'un col·legi d'educació secundària amb 418 alumnes.

## Poblacions més properes
El següent diagrama mostra les poblacions més properes.